# 佐兰·米拉诺维奇
佐兰·米拉诺维奇（1966年10月30日—），克罗地亚政治人物，目前是中间偏左的克羅埃西亞社會民主黨（SDP）领导人。他于2011年12月23日成为克罗地亚总理，至2016年1月22日由蒂霍米爾·奧雷什科維奇接任。
2020年1月5日，米拉诺维奇在总统选举第二轮投票中获得52.7%的选票，战胜时任总统科琳達·格拉巴爾-基塔諾維奇，当选新一任克罗地亚总统，并且在2月19日正式就任。
2025年1月12日，代表社会民主党等中左翼政党参选連任的米拉诺维奇，在第一輪總統選舉獲得49%選票、第二輪获得74.68%的选票，順利連任。。

## 早年与事业
1986年考入萨格勒布大学法律专业。大学毕业后，他进入贸易法院（Trade Court）实习工作，1993年进入克罗地亚外交部工作，在这里他得到了他未来的政治对手伊沃·萨纳德的赏识。一年后他到納戈爾諾-卡拉巴赫做联合国主导的和平斡旋工作。1996年他到布鲁塞尔任克罗地亚派驻欧盟和北约的顾问。1999年他又回到外交部任职。

## 政治生涯
2000年社会民主党赢得大选后，他被该党委任为同北约的联络人。2003年他成为外交部长Tonino Picula的助理，直到民主联盟党（HDZ）赢得2003年的选举为止。
2004年他被选为社会民主党的中央委员。2006年成为该党的发言人。2007年通过竞选成功当选该党主席。
2007年11月25日在国会选举中，社会民主党获得56席位居第二，比民主联盟党的66席相差10席。
2011年12月4日的国会选举中，该党赢得151席的81席成为第一大党。2011年12月23日，佐兰·米拉诺维奇成为克罗地亚新一任总理。

## 个人生活
他的父母Stipe和Gina生于錫尼。他有一个兄弟名叫Krešimir。
1994年他与Sanja Musić结婚，之后两人生育了2个儿子Ante和Marko。
他能说英语、俄语和法语。